# Country Dance
 Country Dance  (també coneguda com a Brotherly Love) és una pel·lícula estatunidenco-britànica basada en el llibre Household Ghosts dirigida per John Lee-Thompson el 1970.

## Argument
Hilary (Susannah York) i el seu germà Pink (Peter O'Toole) són membres de l'alta societat anglesa i viuen a la mansió dels seus pares, ja morts. Des de petits han tingut una relació molt estreta però, ara que són adults, Pink depèn cada vegada més de la seva germana. D'altra banda, Douglas (Michael Craig), l'exmarit d'Hilary, segueix en relació amb la seva dona, de manera que Hilary es troba al mig d'un triangle molt especial.

## Repartiment
- Peter O'Toole
- Susannah York
- Michael Craig
- Harry Andrews
- Cyril Cusack
- Robert Urquhart